# Иза затворених врата
Иза затворених врата (енгл. Songbird) је амерички научнофантастични трилер филм базиран на пандемији ковида 19. Филм је режирао Адам Мејсон, који је написао сценарио са Сајмоном Бојсон и продуцирали су га Мајкл Беј, Адам Гудман, Ендру Шугерман и Ибен Дејвидсон. Главне улоге тумаче Кеј Џеј Апа, Софија Карсон, Крејг Робинсон, Бредли Витфорд, Петер Стормаре, Александра Дадарио, Пол Волтер Хаузер и Деми Мур.
Пројекат је најављен у мају 2020, са сценаристима Адамом Мејсоном и Сајмоном Бојсом који су дошли до идеје у марту, убрзо након што је пандемија зауставила сву филмску продукцију. Глумачка екипа се придружила у јуну, а снимање се одвијало око Лос Анђелеса током јула и августа. То је био први филм који је почео продукцију након гашења.
Филм Иза затворених врата је објављен 11. децембра 2020. преко услуге премијум видео на захтев (PVOD) дистрибутера STX Films. Филм је добио генерално негативан пријем критичара, који су сматрали да филм није искористио своју радњу, мада је Стормареова глума похваљена. Филм је објављен 18. фебруара 2021. у Србији.

## Радња
Радња филма смештена је у блиску будућност, у 2024. годину, када је свет већ неколико година у пандемији. Нови и брутални закони део су свакодневнице, градови су подељени у зоне, а застрашујући вирус је разлог због ког људи нису у болницама, већ у посебним карантинским камповима. Нико (Кеј Џеј Апа) и Сара (Софија Карсон) су пар који заправо никад није успео да се добро упозна због строгих мера затварања. Да би коначно били заједно, Нико мора да пронађе начин да сигурно дође до ње, упркос полицијским мерама на снази.

## Улоге
| Глумац             | Улога          |
| ------------------ | -------------- |
| Кеј Џеј Апа        | Нико Прајс     |
| Софија Карсон      | Сара Гарсија   |
| Крејг Робинсон     | Лестер         |
| Петер Стормаре     | Емет Харланд   |
| Александра Дадарио | Меј            |
| Деми Мур           | Пајпер Грифин  |
| Пол Волтер Хаузер  | Мајкл Дозер    |
| Бредли Витфорд     | Вилијам Грифин |
| Лија Макхју        | Ема Грифин     |
| Елпидија Кариљо    | Лита Гарсија   |
| Михол Бријана Вајт | Алис           |